# Mohamed Béavogui
Mohamed Béavogui (ur. 15 sierpnia 1953 w Porédaka) – gwinejski polityk i dyplomata, od 6 października 2021 do 16 lipca 2022 pełniący obowiązki premiera Gwinei.